# Kelvin Giacobe Alves dos Santos
Kelvin Giacobe Alves dos Santos, noto anche con lo pseudonimo di Kelvin (Ibarama, 18 agosto 1997), è un calciatore brasiliano, attaccante dell'Atl. Goianiense in prestito dal Daejeon Hana Citizen.

## Carriera
Ha iniziato la sua carriera nel calcio minore brasiliano, alternandosi tra campionati statali, Série C e Série D. Il 9 giugno 2022 è stato annunciato il suo trasferimento all'Atl. Goianiense, ufficializzato il 18 luglio. Tre giorni dopo ha esordito nel Brasileirão, segnando l'unico gol della sua squadra nella sconfitta per 4-1 contro l'Athl. Paranaense.

## Statistiche

### Presenze e reti nei club
Statistiche aggiornate al 26 novembre 2022.
| Stagione           | Squadra            | Campionato         | Campionato | Campionato | Coppe nazionali | Coppe nazionali | Coppe nazionali | Coppe continentali | Coppe continentali | Coppe continentali | Altre coppe | Altre coppe | Altre coppe | Totale | Totale |
| Stagione           | Squadra            | Comp               | Pres       | Reti       | Comp            | Pres            | Reti            | Comp               | Pres               | Reti               | Comp        | Pres        | Reti        | Pres   | Reti   |
| ------------------ | ------------------ | ------------------ | ---------- | ---------- | --------------- | --------------- | --------------- | ------------------ | ------------------ | ------------------ | ----------- | ----------- | ----------- | ------ | ------ |
| 2015               | Esportivo          | SD/RS              | 14         | 2          |                 | -               | -               |                    | -                  | -                  |             | -           | -           | 14     | 2      |
| 2017               | São José-RS        | D                  | 11         | 2          |                 | -               | -               |                    | -                  | -                  |             | -           | -           | 11     | 2      |
| 2018               | São José-RS        | PD/RS+D            | 13+12      | 1+2        |                 | -               | -               |                    | -                  | -                  |             | -           | -           | 25     | 3      |
| Totale São José-RS | Totale São José-RS | Totale São José-RS | 36         | 5          |                 | -               | -               |                    | -                  | -                  |             | -           | -           | 36     | 5      |
| gen.-apr. 2019     | Novo Hamburgo      | PD/RS              | 11         | 0          |                 | -               | -               |                    | -                  | -                  |             | -           | -           | 11     | 0      |
| apr.-dic. 2019     | Botafogo-PB        | C                  | 15         | 3          |                 | -               | -               |                    | -                  | -                  |             | -           | -           | 15     | 3      |
| gen.-set. 2020     | Botafogo-PB        | PD/PB+C            | 6+3        | 1+0        | CB              | 1               | 0               |                    | -                  | -                  | CdN         | 5           | 0           | 15     | 1      |
| Totale Botafogo-PB | Totale Botafogo-PB | Totale Botafogo-PB | 24         | 4          |                 | 1               | 0               |                    | -                  | -                  |             | 5           | 0           | 30     | 4      |
| set.-ott. 2020     | XV de Piracicaba   | A2/SP              | 3          | 0          |                 | -               | -               |                    | -                  | -                  |             | -           | -           | 3      | 0      |
| ott.-dic. 2020     | São José-RS        | C                  | 9          | 0          |                 | -               | -               |                    | -                  | -                  |             | -           | -           | 9      | 0      |
| gen.-apr. 2021     | São José-RS        | PD/RS              | 9          | 0          |                 | -               | -               |                    | -                  | -                  |             | -           | -           | 9      | 0      |
| Totale São José-RS | Totale São José-RS | Totale São José-RS | 18         | 0          |                 | -               | -               |                    | -                  | -                  |             | -           | -           | 18     | 0      |
| apr.-giu. 2021     | Rio Claro          | A2/SP              | 9          | 0          |                 | -               | -               |                    | -                  | -                  |             | -           | -           | 9      | 0      |
| giu.-dic. 2021     | Caxias             | D                  | 18         | 0          |                 | -               | -               |                    | -                  | -                  |             | -           | -           | 18     | 0      |
| gen.-lug. 2022     | ABC                | PD/RN+C            | 19+9       | 6+3        | CB              | 2               | 0               |                    | -                  | -                  |             | -           | -           | 30     | 9      |
| lug.-dic. 2022     | Atl. Goianiense    | A                  | 11         | 1          | CB              | 0               | 0               | CS                 | 0                  | 0                  |             | -           | -           | 11     | 1      |
| Totale carriera    | Totale carriera    | Totale carriera    | 172        | 21         |                 | 3               | 0               |                    | 0                  | 0                  |             | 5           | 0           | 180    | 21     |

## Palmarès

### Club

#### Competizioni statali
- Copa FGF: 1

São José-RS: 2017
- Campionato Potiguar: 1

ABC: 2022